# Она се буди
Она се буди је Б-страна јединог сингла Мали човек југословенског новоталасног бенда Шарло акробата објављеног 1981. године. То је и уводна нумера на компилацији Пакет аранжмана, која је једно од најутицајнијих издања југословенских рок бендова.
Песма је 2006. године била на 5. месту листе 100 најбољих домаћих песама Б92.

## Списак песама
Обе песме су дела Шарла акробате
1. "Мали човек"
2. "Она се буди"

## Постава
- Милан Младеновић
- Душан Којић Која
- Ивица Вдовић Вд

## Препеви
- Хрватски бенд Le Cinema, који је део бенда Филм, снимио је обраду на свом првом студијском албуму Доручак код Трулог.
- Дарко Рундек је снимио верзију песме за трибјут албум Милана Младеновића Као да је било некад. . . Посвећено Милану Младеновићу.
- Српски гитариста Мирослав Тадић снимио је инструменталну верзију на свом албуму Мирина из 2013. године. [1]